# Flota wojenna
 Flota od słowa francuskiego – flotte, lub holenderskiego – vloot.
1. wyższy związek operacyjny sił marynarki wojennej przeznaczony do prowadzenia działań bojowych na morskim, zwykle określonym, teatrze działań wojennych, samodzielnie lub wspólnie ze związkami innych rodzajów sił zbrojnych;
2. w mowie potocznej – marynarka wojenna (flota wojenna) i marynarka handlowa (flota handlowa)[1].

Ważniejsze zadania floty wojennej: niszczenie obiektów naziemnych przeciwnika, niszczenie sił floty przeciwnika w bazach i na morzu, zabezpieczenie przerzutu i wysadzenia desantów morskich, zakłócanie przepływu transportu na komunikacjach oceanicznych i morskich przeciwnika, obrona wybrzeża własnego od wtargnięcia z morza, obrona własnych komunikacji morskich, współdziałanie ogniowe z wojskami lądowymi i na kierunkach nadmorskich. Floty posiadają w swoim składzie: związki taktyczne rodzajów wojsk i służb, okrętów podwodnych, okrętów nawodnych, lotnictwa morskiego, piechoty morskiej, wojsk rakietowych i artylerii, jednostki logistyczne, łączności, uzbrojenia, remontowe, służby ratowniczej, hydrograficzne, medyczne i inne. Swoje zadania floty wykonują w czasie operacji morskich i działań bojowych samodzielnie lub we współdziałaniu ze związkami operacyjnymi (taktycznymi) innych rodzajów wojsk. Floty posiadają bazy i rejony bazowania, w których posiadają porty zabezpieczające cumowanie, remont, zabezpieczenie logistyczne, prowadzona jest przygotowanie bojowe stanu osobowego. Niewielkie państwa maja jedna flotę lub marynarkę wojenną. Państwa duże mogą mieć kilka flot wchodzących w skład sił morskich kraju.

## Floty (w nawiasie rok powstania)
- Floty rosyjskie:
  - Flota Bałtycka (1702)
    - 4 Flota Bałtycka (1946–1956)
    - 8 Flota Bałtycka (1946–1956)

  - Flota Czarnomorska (1783)
  - Flota Oceanu Spokojnego (1922)

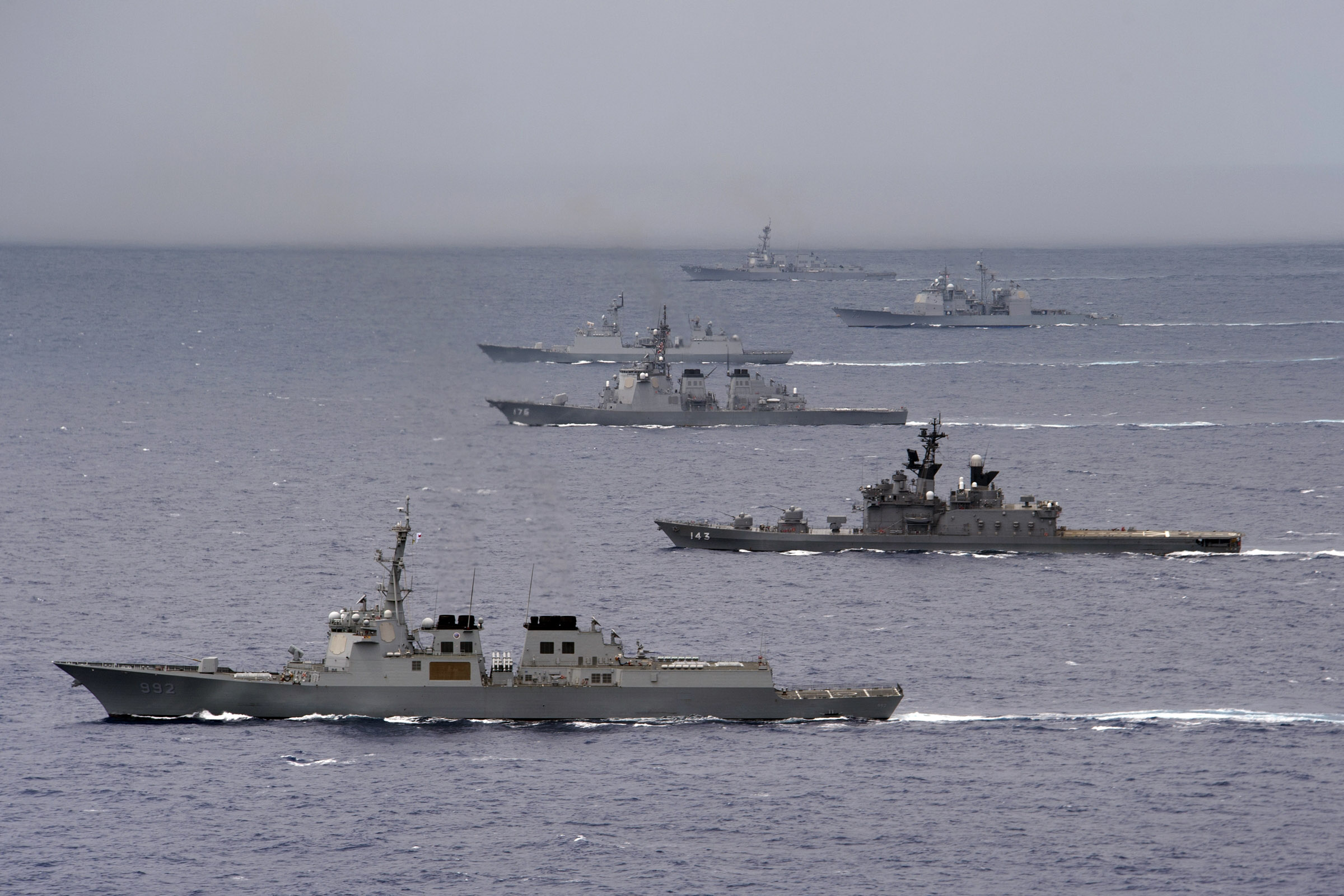
Flota okrętów USA, Japonii i Korei Południowej podczas ćwiczeń

    - 5 Flota Oceanu Spokojnego (1947–1953)
    - 7 Flota Oceanu Spokojnego (1947–1953)

  - Flota Północna (1937)
- Floty amerykańskie:
  - Flota Atlantyku
  - Flota Pacyfiku
  - I Flota
  - II Flota
  - VI Flota
  - VII Flota
- Floty Państw Stron Układu Warszawskiego:
  - Zjednoczona Flota Bałtycka (1978)

## Zobacz
- Flota
- Zespół okrętów
- Flota liniowa